# Boca Junior de Ferreñafe
Boca Junior es un club de fútbol peruano, con sede en la ciudad de Ferreñafe, en el departamento de Lambayeque. Fue fundado en 1957 y participa en la Copa Perú, torneo donde tuvo su mejor campaña en la ediciones de 1976 y 2005 cuando llegó hasta la Etapa Nacional.

## Historia
El club fue fundado el 4 de febrero de 1957 en la ciudad de Ferreñafe por iniciativa de don Pedro Garay.
En 1975 logró el subcampeonato departamental de Lambayeque y clasificó a la Etapa Regional de la Copa Perú 1976. Tras superar esa fase llegó a la Finalísima, jugada en el Estadio Nacional de Lima, donde Boca Junior inició con un triunfo por 1-0 ante Miguel Grau de Abancay. En las fechas restantes sólo obtuvo una victoria en la fecha final por 4-1 ante Santa Rosa de Huánuco y terminó el hexagonal en el cuarto lugar.
Retornó a una Etapa Regional en la Copa Perú 2005 donde participó en la Región I e igualó el primer 
lugar de su grupo con Sporting Pizarro. En el partido de desempate ganó por 2-1 y obtuvo un cupo para la Etapa Nacional, además de clasificar a la final regional donde el equipo 
dirigido por Martín D'allorso cayó por 2-1 ante Olimpia de La Unión. En la Etapa Nacional eliminó en octavos de final a Universidad Técnica de Cajamarca por la regla del gol de visitante luego de ganar 1-0 como local y perder 2-1 de visita. Fue eliminado del torneo en cuartos de final por José Gálvez de Chimbote tras una derrota por 2-1 en casa y un empate 1-1 como visitante.
En la Copa Perú 2006 llegó hasta la Etapa Regional donde jugó en el grupo B de la Región I y fue eliminado tras terminar segundo detrás de Corazón Micaelino de
Piura.
En 2017 descendió a la Segunda División de la Liga Distrital de Ferreñafe pero al año siguiente retornó a la Primera distrital. En 2025 volvió a descender a la Segunda Distrital.

## Estadio
El club juega de local en el Estadio Carlos Samamé Cáceres de propiedad de la Municipalidad Provincial de Ferreñafe.

## Palmarés

### Torneos regionales
| Competición regional                   | Títulos                                   | Subcampeonatos |
| -------------------------------------- | ----------------------------------------- | -------------- |
| Etapa Regional - Región I (0/1)        |                                           | 2005.          |
| Liga Departamental de Lambayeque (2/2) | 2005, 2006.                               | 1974, 1975.    |
| Liga Provincial de Ferreñafe (7/0)     | 1968, 1969, 1970, 1973, 1974, 1975, 1983. |                |
| Liga Distrital de Ferreñafe (2/0)      | 1983, 2007.                               |                |